# Barca solar

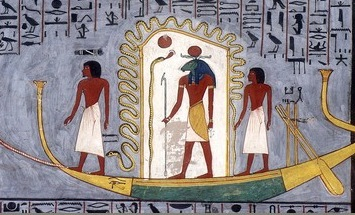
Ra en la seva barca solar.

La barca solar és un element simbòlic de la mitologia egípcia vinculat al cicle diari del Sol i el demiürg, que s'associa amb Ra.
Per als egipcis de l'antiguitat, el cicle perpetu de l'arribada i la posta del Sol és comparable al cicle de la vida i de la mort. Així, cada matí el Sol neix a orient, creix fins al zenit, envelleix cap a occident, i després desapareix en el regne dels morts, la Duat. Aquest viatge diürn, el déu solar, Ra, l'efectua a bord d'una barca anomenada mandyet. L'elecció d'una barca com a mitjà de transport es comprèn fàcilment en una civilització eminentment fluvial on el Nil representa la via principal de comunicació i font primordial d'aliments, gràcies a les fertilitzants crescudes, la irrigació i la pesca.

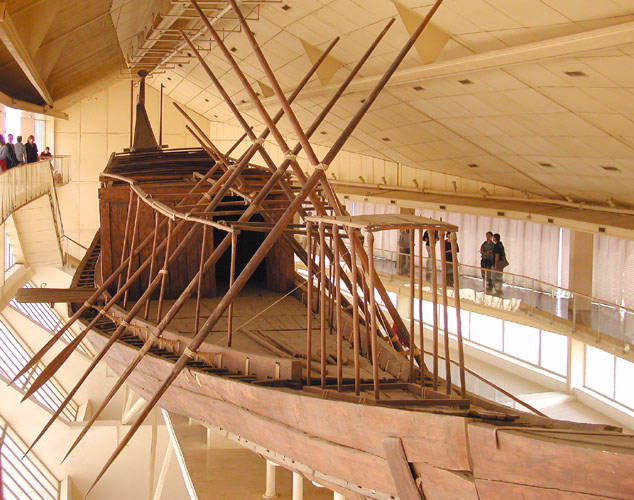
Barca solar de Kheops.

El periple perpetu de Ra no coneix pausa ni al vespre, al contrari, només comença de nou. És en una altra barca, anomenada mesektet, en què comença el seu periple subterrani, el qual travessa durant les dotze hores de la nit abans de poder renéixer al matí. En el regne dels morts, s'ha d'enfrontar amb les forces del caos, en què el representant més poderós és la serp Apofis. A la barca, és acompanyat per altres divinitats que, com Seth, l'ajuden a lluitar contra el caos.
Els egipcis de l'antiguitat van imaginar que, associant-se amb el déu solar en el moment del seu viatge perpetu a bord de les barques sagrades, les seves ànimes viurien eternament. Així és com el culte funerari va quedar fortament marcat per aquest mite solar. Per això, normalment, les tombes es van construir sobre la riba occidental del Nil, on "mor" el Sol, i en el ritual funerari s'incloïa travessar el riu amb el difunt sobre barques semblants a les del déu solar.
S'han trobat diverses representacions d'aquestes barques en maquetes i aixovars funeraris, la més espectacular és segurament la barca solar de més de 4.500 anys, que es va trobar en un fossar al costat de la Gran Piràmide, el 1954, desmuntada en 1.224 peces. La barca, de més de 43 metres d'eslora, es va tornar a muntar, una feina que va durar una dècada i la col·laboració de diversos experts. Actualment, està exposada en el Museu de la Barca Solar, una construcció al costat sud de la piràmide. S'han trobat quatre fossars més per a barques solars al costat de la piràmide i cinc més al voltant de la piràmide de Kefren.